# Judit Pogány
Judit Pogány (nacida el 10 de septiembre de 1944) es una actriz húngara. Ha aparecido en más de setenta películas desde 1974.

## Filmografía seleccionada
| Año  | Título                     | Notas |
| ---- | -------------------------- | ----- |
| 1976 | Azonosítás                 |       |
| 1981 | Vuk, un zorrito muy astuto | Voz   |
| 1982 | Panelkapcsolat             |       |
| 1985 | Szaffi                     |       |
| 1987 | Csók, Anyu!                |       |
| 1988 | Eldorádó                   |       |
| 1989 | A legényanya               |       |
| 1996 | Szamba                     |       |
| 1997 | Csinibaba                  |       |
| 2011 | Kaland                     |       |
| 2017 | A Viszkis                  |       |